# Hafthor Jonsson
Hafthor Jonsson, (Havtore Jonsson), död 1320, var en norsk storman och fogde, son till riddaren Jon Raud Ivarsson (död 1312) från vilken den ännu fortlevande adliga släkten Roos af Hjelmsäter härstammar. 
Jonsson var ägare av stora jordagods i skilda delar av Norge. Vid kung Håkon Magnussons död 1319, blev han en i förmyndarregeringen för den treårige tronföljaren Magnus Eriksson. Han dog året därpå, 1320. Han gifte sig omkring 1302 med kung Håkons oäkta dotter Agnes Håkondotter.